# Rybnoje
Rybnoje (ros. Рыбное) – miasto w Rosji, w obwodzie riazańskim. W 2010 roku liczyło 18 380 mieszkańców.
Znajduje tu się stacja kolejowa Rybnoje, położona na linii Moskwa – Riazań. Należy ona do jednych z największych stacji rozrządowych w Rosji i najważniejszych stacji rozrządowych w okolicy Moskwy.